# The Legend of Heroes: Trails from Zero
The Legend of Heroes: Trails from Zero (英雄伝説 零の軌跡?, Eiyū densetsu: Zero no kiseki) è un gioco di ruolo giapponese pubblicato nel 2010 dalla Nihon Falcom per PlayStation Portable e in seguito su PC con Microsoft Windows come sistema operativo, Nintendo Switch e PlayStation 4, settimo capitolo della serie The Legend of Heroes e quarto capitolo della Trails Series.Il gioco insieme al suo sequel Trails to Azure formano l'arco narrativo di Crossbell.
Nel 18 ottobre 2012 è stata pubblicata in Giappone una nuova versione con materiale aggiuntivo col nome di The Legend of Heroes: Trails from Zero Evolution per PlayStation Vita.
Nel 2010 il gioco ha vinto il premio Users Choice al PlayStation ® Awards.
Il gioco segue la storia di Lloyd Bannings detective in erba assegnato alla Special Support Section della Polizia di Crossbell, nel corso della storia lui e i suoi colleghi si ritroveranno a affrontare i problemi politici della Città-Stato di Crossbell e la corruzione delle forze dell'ordine.

## Trama

### Ambientazione
L'ambientazione del gioco è la Città di Crossbell situata nel continente di Zemuria, nonostante essa abbia raggiunto l'autonomia come stato 70 anni prima degli eventi del gioco la città è sempre stata zona di conflitto per le due nazioni confinanti, a ovest L'Impero di Erebonia e a est la Repubblica di Calvard. Per le sue miniere di Sepith, la cui raffinazione permette di ottenere Quartz (oggetti contenenti al loro interno energia Orbal che permettono il funzionamento di qualsiasi dispositivo elettronico, alla base della Rivoluzione Orbal accaduta 50 anni prima) e costituzione della International Bank of Crossbell, la città è diventata nel tempo centro del commercio del continente. 
Dello Stato di Crossbell non fa parte solo la città ma anche le zone limitrofe raggiungibili tramite autobus. Dall'uscita ad est della città si può raggiungere l'Armorica Village a nord e il Tangram Gate, edificio al confine della Repubblica, e l'Ancient Battlefield ad nord-est. Dall'uscita a Nord è possibile raggiungere la Crossbell Cathedral e il Rosenberg Studio a nord-est, il villaggio minerario Mainz a nord e il Moon Temple a nord-ovest, dall'uscita ad ovest si può raggiungere il Bellguard Gate, edificio di confine con l'Impero, e la Crossbell Police Accademy a sud-ovest. Dall'uscita ad sud si può raggiungere a sud-ovest la Stargazer's Tower e a sud il St. Ursula Medical College. Tramite battello si può attraversando il Lake Elm per raggiungere Mishelam un centro benessere e il Mishelam Wonderland, parco divertimenti della città.

### Storia
Il gioco inizia con Lloyd Bannings di ritorno dopo tre anni nello stato di Crossbell che viene assegnato alla Special Support Session nuova divisione appena istituita della polizia di Crossbell che si occupa di risolvere le richieste avanzate dai cittadini. Il primo giorno di lavoro Lloyd insieme ai suoi colleghi Ellie MacDowell, Tio Palato e Randy Orlando viene incaricato di sterminare mostri nel Geofront, impianto sotterraneo della città. All'interno di questi trovano e salvano due bambini Anri e Ryu, ma prima che essi possano fuggire vengono attaccati da un gigantesco mostro che viene ucciso in un sol colpo da Arios MacLaine un bracer (associazione con sedi in tutto il continente di Zemuria che si occupa di portare a compimento richieste dei cittadini) di Rango A che e scorta i due bambini fuori. Appena usciti Arios e la S.S.S. subiscono un agguato di Grace Lynn, giornalista del Crossbell New Service. Cercando di sedare un possibile conflitto tra due gang rivali dei bassifondi, I Testament capitanati da Wazy Hemisphere e i Saber Vipers sotto i comando di Wald Wales, con l'aiuto di Grace e l'avvocato Ian Grimwood i quattro scoprono che la Revache & Co, azienda utilizzata come facciata della mafia di Crossbell, con connessioni con la fazione Imperiale della Dieta di Crossbell, è in competizione con la Heiyue Trading, Ltd. azienda appena creata e facciata di un sindacato criminale proveniente dalla Repubblica di Calvard. 
Successivamente alla S.S.S viene incaricato dalla Crossbell Guardian Force di aiutarli a investigare una serie di attacchi di mostri a diverse località in giro per lo stato. Durante le indagini all'Armorica Village i quattro fanno la conoscenza di Harold Hayworth, un commerciante dalla città, e parlando col capo-villaggio Tolta apprendono una leggenda sui Lupi Bianchi Divini che si erano allontanati per colpa della follia umana. Arrivati al St. Ursula Medical collage la S.S.S scopre indizi sui lupi grazie a un interno dell'ospedale e alle informazioni di Shizuku, figlia cieca di MacLaine. Il giorno successivo il gruppo si dirige a Mainz, sulla strada per la città si imbattono nel Rosenberg Studio davanti al quale incontrano Renne una ragazza misteriosa che dice di essere la nipote del proprietario. Arrivati a Mainz riescono a capire che gli attacchi sono stati orchestrati da Revache per testare i loro cani da caccia potenziati e cercare di ottenere il possesso delle miniere del villaggio. I quattro con l'aiuto del capobranco dei lupi bianchi riescono a sventare il piano della mafia. Su un promontorio in lontananza Renne osserva la battaglia venendo poi raggiunta da Arios MacLaine che le rivela di conoscere la sua identità di Enforcer No. XV di Ouroboros, società segreta tecnologicamente avanzata e fautrice dell'incidente accaduto anni prima nel Regno di Liberl, e che al momento ha deciso di non prendere contromisure contro di lei in quanto è riuscito a capire che Renne si trova a Crossbell per motivi personali. Nonostante l'arresto i membri della mafia riescono a uscire di prigione grazie alle loro connessioni col governo e i piani alti della polizia. Alla fine il capo dei lupi Zeit decide di restare con la S.S.S e aiutarli. 
Settimane successive la S.S.S. riceve una richiesta da Rixia Mao interprete alla Arc en Ciel (truppa teatrale di Crossbell rinomata in tutto il continente) di rintracciare il fautore di una lettera minatoria mandata a Ilya Platiere interprete di punta della truppa. Durante le indagini scoprono che il mittente della lettera potrebbe essere Yin un assassino al soldo della Heiyue e per questo vengono rimossi dall'incarico da Dudley, capo della 1° divisione investigativa. Il mattino seguente il gruppo riceve una lettera di sfide da Yin che sembra essere stata mandata dal quartier generale dell'IBC. Grazie a Ellie che conosce il direttore dell'IBC, Dieter Crois, in quanto amica di lunga data della figlia Mirabell Crois riescono a avere il permesso di investigare il terminale della società. Grazie all'aiuto di Tio e dei tecnici dell'IBC il gruppo scopre che il terminale è stato hackerato dal Settore B del Geofront. Arrivati sul posto i tre scoprono Jona Sacred, un hacker e vecchia conoscenza di Tio, che gli lascia un messaggio da Yin in cui egli li invita ad incontrarlo alla Stargazer's Tower. Arrivati sul posto incontrano Noel Seeker membro della Guardian Force che gli avvisa che qualcuno a distrutto la barricata che impediva l'accesso alla torre. Dopo aver sentito le specifiche della loro indagine Noel decide di accompagnarli all'incontro con Yin. Arrivati in cima alla torre dopo una battaglia con Yin, che poi si rivela essere stata una copia, il gruppo apprende che la lettera è stata mandata da un impostore e Yin gli chiede di catturarlo. Grazie alle informazioni di Yin il gruppo riesce a sventare il tentato omicidio del sindaco Henry MacDowell, nonno di Ellie, attuato dal suo segretario Ernest Reis vero colpevole della lettera minatoria. La risoluzione dell'incidente aumenta la fama in città dell' S.S.S. Intanto nell'edificio della Heiyue Cao, capo della sede di Crossbell, ringrazia Yin per aver sistemato l'impostore e impedito che i sospetti ricadano sulla Heiyue. Yin poi se ne va e lo vediamo correre e saltare sui tetti di Crossbell per poi fermarsi sopra un tetto vicino l'Arc en Ciel. Yin si toglie poi il mantello rivelando di essere Rixia.
Con l'arrivo dell Festival dell'anniversario di Crossbell la S.S.S. viene incaricata con diverse missioni; in una di queste essi fanno la conoscenza di Joachim Guenter, dottore specializzato in neurologia e farmacologia.
Mentre sedano un'altra faida fra i Testament e i Saber Viper la S.S.S scopre grazie a Estelle e Joshua Bright, due membri dei bracer, l'esistenza della Schwarze Aucution un'asta segreta dell'alta società gestita dalla Revache. Durante un'indagine su un traffico di beni contraffatti Lloyd e gli altri fanno conoscenza di Kilika, una direttrice artistica proveniente dalla Repubblica.
La S.S.S viene poi incaricata da Jona di assisterlo nel catturare un hacker conosciuta come Kitty, nonostante falliscano Jona scopre che Kitty è entrata nella rete tramite un terminale nel Rosenberg Studio il che fa sospettare a Lloyd che Kitty sia in realtà Renne. Jona riesce anche a ottenere informazioni lasciate da Kitty sull'asta che si tiene ogni anno alla fine del Festival nella residenza dello Speaker Hartmann, capo della fazione Imperiale, situata a Mishelam. 
Il quarto giorno del festival vengono incaricati di trovare Colin figlio della famiglia Hayworth scomparso. Grazie all'aiuto di Renne i quattro salvano Colin da dei mostri e scoprono che Rinne è in realtà la precedente figlia degli Hayworth persa dai due in un tragico incendio alla casa di parenti degli Hayworth nella repubblica di Calvard che si prendevano cura di Rinne mentre i genitori lavoravano e data per morta dai due mentre Rinne invece credeva di essere stata abbandonata dai genitori. Renne decide però di non riconnettersi alla sua famiglia e ringraziando la S.S.S se ne va lasciandogli un messaggio per Estelle e Joshua in cui gli dà la possibilità di catturarla. Il giorno dopo il gruppo riceve un pacco da Renne in cui trovano un biglietto nero con una rosa dorata, ovvero l'invito per la Schwarze Aucution. Dirigendosi a Mishelam per intrufolarsi all'asta fanno conoscenza di Lechter Arundel che afferma di essere segretario di Giliath Osborne, il Cancelliere di Sangue ed Ferro importante figura politica dell'Impero Erebonianio, e membro dei servizi segreti Ereboniani cosa che il gruppo prende come scherzo soprattutto grazie alla personalità non giocosa e rilassata di Lechter. All'interno dell'asta rincontrano sia Kalika che Wazy, e grazie a Yin la S.S.S salva KeA una ragazzina messa in palio all'asta. Dopo aver battuto per un breve momento Garcia Rossi braccio destro del don della mafia Marconi, Lloyd e gli altri scoprono che Randy è il figlio del War God capo dei Red Costellation un gruppo di Jeager (mercenari banditi dalla maggior parte degli stati di Zemuria). Quasi sconfitti da Garcia il gruppo viene salvato dal tempestivo intervento del capo delle S.S.S Sergei e Zeit che riescono a scappare da Mishelam tramite motoscafo. Così facendo il gruppo rovina l'asta facendo perdere alla mafia il sostegno di Hartmann. Intanto Lechter incontra Kalika, che scopriamo essere in realtà membro dell'intelligence della Repubblica, e i due se ne vanno via insieme per iniziare le trattative per i rispettivi governi.
La S.S.S. riesce a far calmare le acque grazie ad un patto proposto dalla mafia che teme di essere accusata di traffico di esseri umani. Il gruppo decide poi di far visitare KeA all'ospedale dal dottor Guenter per risolvere la sua perdita di memoria. Il dottore si offre di tenerla all'ospedale per accertamenti ma essa rifiuta di essere ricoverata non volendo lasciare Lloyd e gli altri.
La S.S.S aiuta Noel Seeker della Guardian Force ad investigare delle rovine conosciute come Moon Temple occupate da spiriti vendicativi. Il gruppo è raggiunge la cima del tempio dove, dopo aver trovato una stanza rituale per sacrifici umani datata al Medioevo, riescono a fermare la campana evocatrice degli spiriti. Durante la notte la Heiyue viene attaccata dalla Revache subendo ingenti danni. Durante le indagini il gruppo scopre una strana droga in pillole blu e la porta a Joachim per analizzarla. Egli informa l'S.S.S. di una droga simile che risvegliava le abilità latenti degli esseri umani sviluppata dal culto D∴G. Informando il loro capo Sergei Lloyd scopre che il culto era causa di una serie di sparizioni e crudeli esperimenti su bambini umani, di cui faceva parte anche Tio, all'interno delle loro loggie sparse per il continente e che si credeva fosse stato sterminato dopo che una task force internazionale, di cui faceva parte anche lo scomparso Guy, fratello di Lloyd, aveva distrutto la maggior parte delle loggie e il conseguente suicidio dei loro membri. Il giorno dopo scoprono che i sospetti di aver preso lo droga sono scomparsi e per cercare risposte la S.S.S e Dudley fanno irruzione nella sede di Revache scoprendo che i membri della mafia sono scomparsi. Arrivando nella stanza di Don Marconi il gruppo trova in uno scrigno informazioni sul giro della droga Gnosis e del contatto del sindacato criminale con il culto.
Aspettando informazioni da Joachim per l'intera giornata senza successo il gruppo si dirige verso il Medical College trovandolo sotto assedio dalla mafia che sembra aver perso la capacità di intendere e volere dopo aver assunto la droga, arrivati nella stanza di Joachim i gruppi incontra e ingaggia una lotta con Ernest che rivela di essere in combutta con il culto. Dopo la fuga di Ernest il gruppo trova dei fascicoli sulla scrivania del dottore, il primo contenente informazioni sulla droga e il coinvolgimento di Hartmann con il culto e il secondo dove si scopre che oltre a Tio tra i soggetti degli esperimenti faceva parte Renne e trovano una foto di KeA imprigionata in un globo di vetro.
Ritornati in città essa viene assalita da parte delle forze della Guardian Force controllate mentalmente dal culto grazie alla Gnosis. Il gruppo riesce a salvare KeA dalle forze del culto che sembrano volerla rapire e si rifugia nell'edificio dell'IBC dopo essere stati salvati da Dieter e Bell. L'edificio viene poi attaccato dalle forze controllate dal culto e resisted all'assedio riescono a avere un contatto con Joachim che si scopre essere Sommo Sacerdote del D∴G che rivuole KeA dal momento che il culto la venera come il propria bambina divina. Grazie a Estelle e Joshua il gruppo scopre la sede del culto nell'Sun Temple all'interno del Ancient Battlefield e si intrufolano. All'interno trovano dei terminali contenenti informazioni quasi completamente cancellate sul D∴G dove scoprono che il culto, esistente a Crossbell dal medioevo, rigetta l'esistenza stessa della dea Aidios. Arrivati alla Culla, la zona più profonda del Sun Temple, i sei si ritrovano al cospetto di Joachim che spiega al gruppo che KeA è una persona risalente a più di 5000 anni fa e che per i suoi grandi poteri è stata venerata da anni dal culto. Il gruppo insospettito chiede a Joachim se l'arrivo di KeA all'asta era stato previsto cosa alla quale risponde negativamente. Tramite successive domande il gruppo riesce a scoprire da Joachim che l'assassinio di Guy non è stato perpetrato ne dalla mafia ne da Joachim. La S.S.S insieme a Estelle e Joshua ingaggiano una battaglia contro Joachim alla fine della quale egli, ingoiando una quantità esorbitante di pillole rosse di Gnosis Completa, impazzisce e si trasforma in un demone che la S.S.S distrugge grazie all'inaspettato aiuto di Renne. Successivamente agli eventi la mafia, i capi di polizia corrotti e lo Speaker Hartmann vengono arrestati. Il sindaco MacDowell si dimette e viene sostituito da Dieter Crois. La S.S.S infine saluta Estelle, Joshua e Rinne all'aeroporto ma prima di partire per Liberl Rinne ricorda al gruppo di come nonostante la sconfitta del D∴G ci sono ancora molti punti oscuri della faccenda.
Il gioco si chiude con KeA che inizia il suo primo giorno della Sunday School e Lloyd e gli altri chiamati dal nuovo sindaco.

## Gameplay
Il gioco presenta due tipi di mappe:le mappe delle città che presentano al loro interno NPC con cui interagire, negozi di armamenti e oggetti curativi, edifici in cui potenziare armi, opzione presente per la prima volta nella serie, negozi in cui scambiare oggetti per equipaggiamenti rari e mappe di percorsi che presentano nemici da combattere e scrigni contenenti oggetti. Toccando i nemici si può entrare in battaglia con essi e attaccandoli alle spalle si può ottenere un vantaggio all'inizio delle battaglie.
le battaglie si presentano come lotte a turni, turni che sono visibili in una barra laterale chiamata AT Bar e che presenta possibili bonus per i personaggi. Le battaglie si svolgono su una su cui i personaggi possono essere spostati. All'inizio del turno di ogni personaggio si può scegliere un'azione. Oltre ad attacchi fisici i nemici possono essere feriti tramite Arts ovvero magie che utilizzano punti energia e Crafts: attacchi speciali che vengono appresi tramite aumento di livello e che utilizzano punti crafts che si accumulano facendo azioni in battaglia, quanto questi punti ammontano a 100 si può rilasciare un attacco finale che ignora i turni della battaglia.
Nuove meccaniche del gioco sono i Combo Crafts ovvero Crafts combinati fra due personaggi e i Team Rushun Bonus che permette di sprigionare un attacco totale con tutti i personaggi.

## Colonna sonora
La sigla di apertura del gioco è way of light cantata da Kanako Kotera con testo di Kyo Hifumi e arrangiamento di Yukihiro Jindo; Tokunan Minami alla chitarra, Atsushi Enomoto al basso e Kotaro Hatanaka alla batteria.
La soundtrack del gioco è stata pubblicata come CD dalla Nihon Falcom il 16 dicembre 2010 e è composta dal Falcom Sound Team jdk (Hayato Sonoda, Takahiro Unisuga, Saki Momiyama, Masanori Osaki) e arrangiata da Yukihiro Jindo. Una nuova versione della soundtrack con nuovo arrangiamento di Yukihiro Jindo, Noriyuki Kamikura, Wataru Sato, Shuri Hamasaki (N.G.Fellowship) e Ryo Noguchi è stata pubblicata il 30 novembre 2012 per l'uscita di The Legend of Zero: Trails from Zero Evolution. La nuova soundtrack presenta una traccia vocale aggiuntiva Cerulean Blue Romance scritta sempre da Kyo Hifumi.